# Mănăstirea Bogdănița
Mănăstirea Bogdănița este o mănăstire din România situată în satul Bogdănița din județul Vaslui.

## Legături externe
- Pagina de la www.crestinortodox.ro

 Acest articol despre o mănăstire din România este deocamdată un ciot. Puteți ajuta Wikipedia prin completarea lui !